# 巴塔瓜蘇
21°42′50″S 52°25′19″W / 21.71389°S 52.42194°W

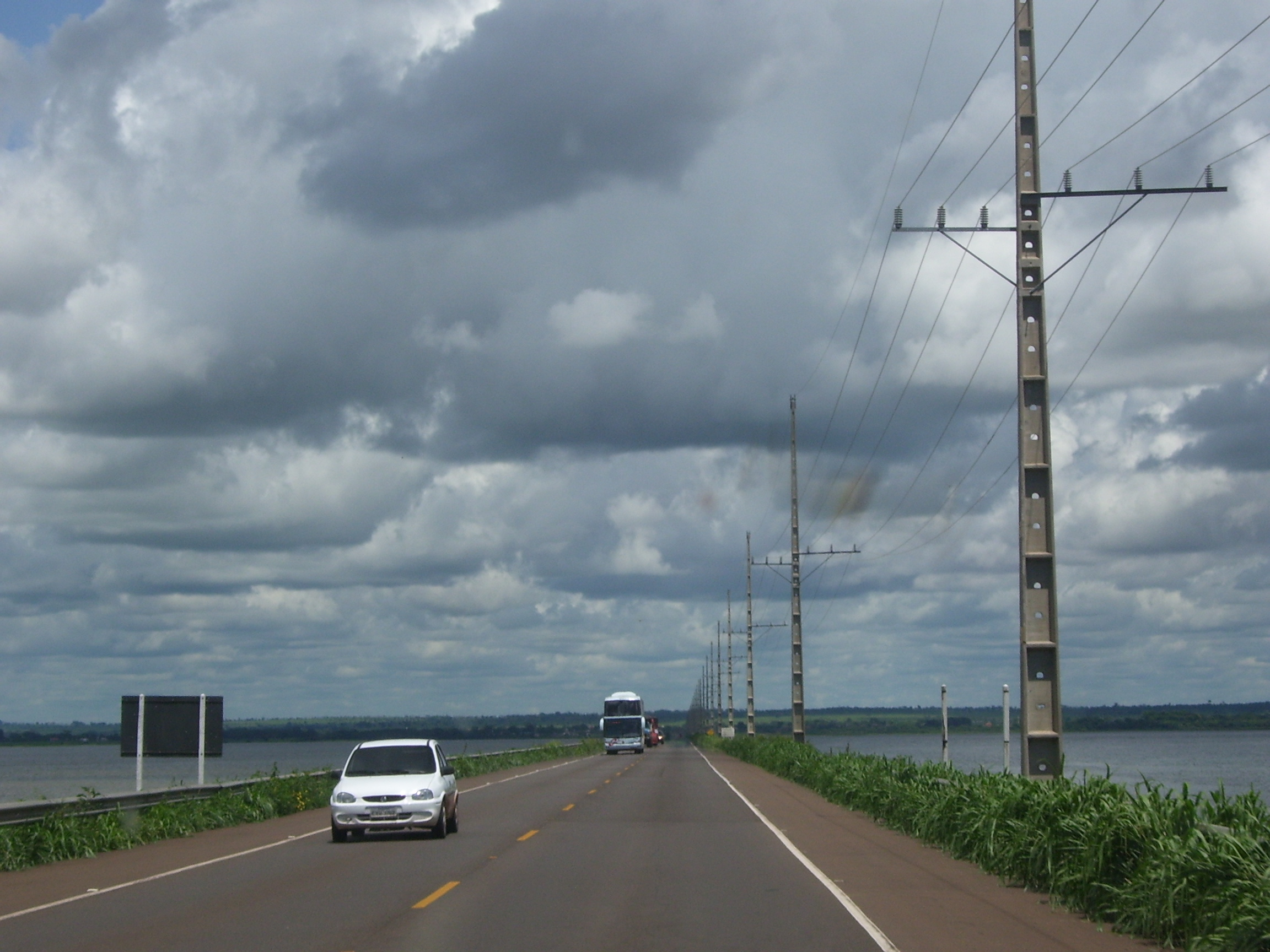
r250px

巴塔瓜蘇（葡萄牙語：Bataguassu），是巴西的城鎮，位於該國西部，由南馬托格羅索州負責管轄，始建於1953年12月11日，面積2,417平方公里，海拔高度329米，2011年人口20,119，人口密度每平方公里8.32人。